# 須藤智彦
須藤 智彦（すとう ともひこ、1979年7月26日 - ）は、日本の俳優。栃木県出身。よしもとクリエイティブ・エージェンシー所属。

## 人物・略歴
身長183cm。体重72kg。血液型B型。靴のサイズは28cm。
趣味は読書、散歩、月を観る、木刀を振る、カフェラテを作ること。

## 出演

### 映画
- 「神様のパズル」 三池崇史 監督作品/2007年公開
- 「252-生存者あり-」 水田伸生 監督作品/2008年公開
- 「Your Sound」 奥田寛 監督作品/2008年公開/ショートショートフィルムフェスティバル オーディエンスアワード受賞作品
- 「喧嘩番長」2008年

### テレビドラマ
- TBS「愛なんていらねぇよ、夏」
- TBS「誰よりもママを愛す」
- CX「東京物語」
- CX「太郎と次郎」
- YTV「えぇ処」

### 舞台
- 桜月流美剱道 SAMURAI FUSION DIRECTION「MUSASHI-若き日の武蔵」
- 桜月流美剱道 SAMURAI FUSION DIRECTION「SAKUYA」
- 桜月流美剱道 SAMURAI FUSION DIRECTION「酒呑童子」 2004年10月公演
- 桜月流美剱道 SAMURAI FUSION DIRECTION「SAKUYA」 2005年9月-10月公演/＠台湾ツアー
- 桜月流美剱道 SAMURAI FUSION DIRECTION「Colorful」 2005年10月公演
- 桜月流美剱道 SAMURAI FUSION DIRECTION「MUSASHI-若き日の武蔵（再演）」2006年1月13日-15日公演
- 「ラフカット2006」 2006年11月公演
- 東京コレクション「山口源兵衛＋ユナイテッド・アローズ」 2008年公演
- 劇団VitaminX 〜Legend Of Vitamin〜 2010年公演

### CM
- ソニー　α100　『α、誕生篇』　永井まどか、加藤信雄、水野友加里らと共演　（2006年6月19日〜）

### バラエティ
- ヨシモト∞